# Herpersdorf (Oberscheinfeld)

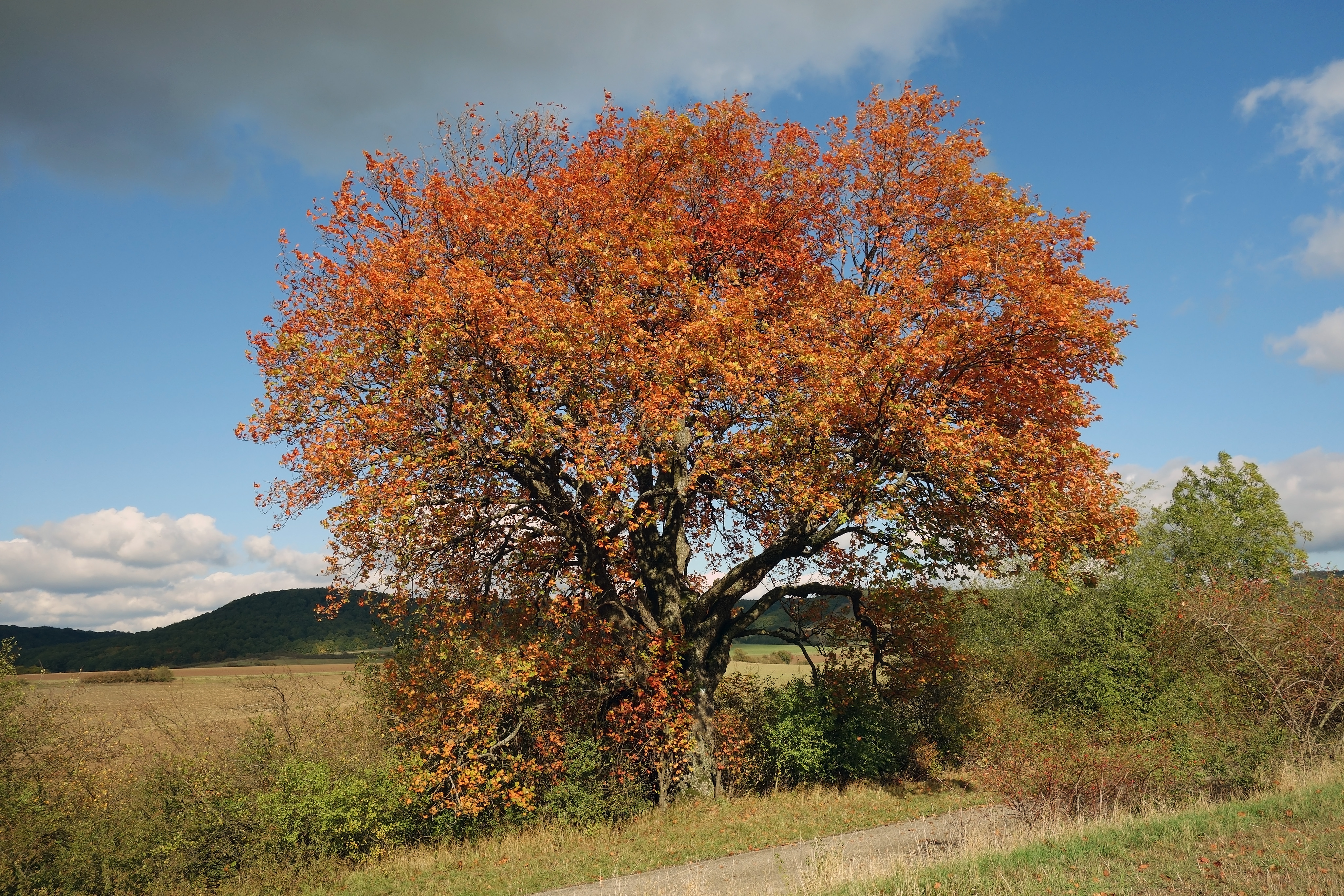
Elsbeere

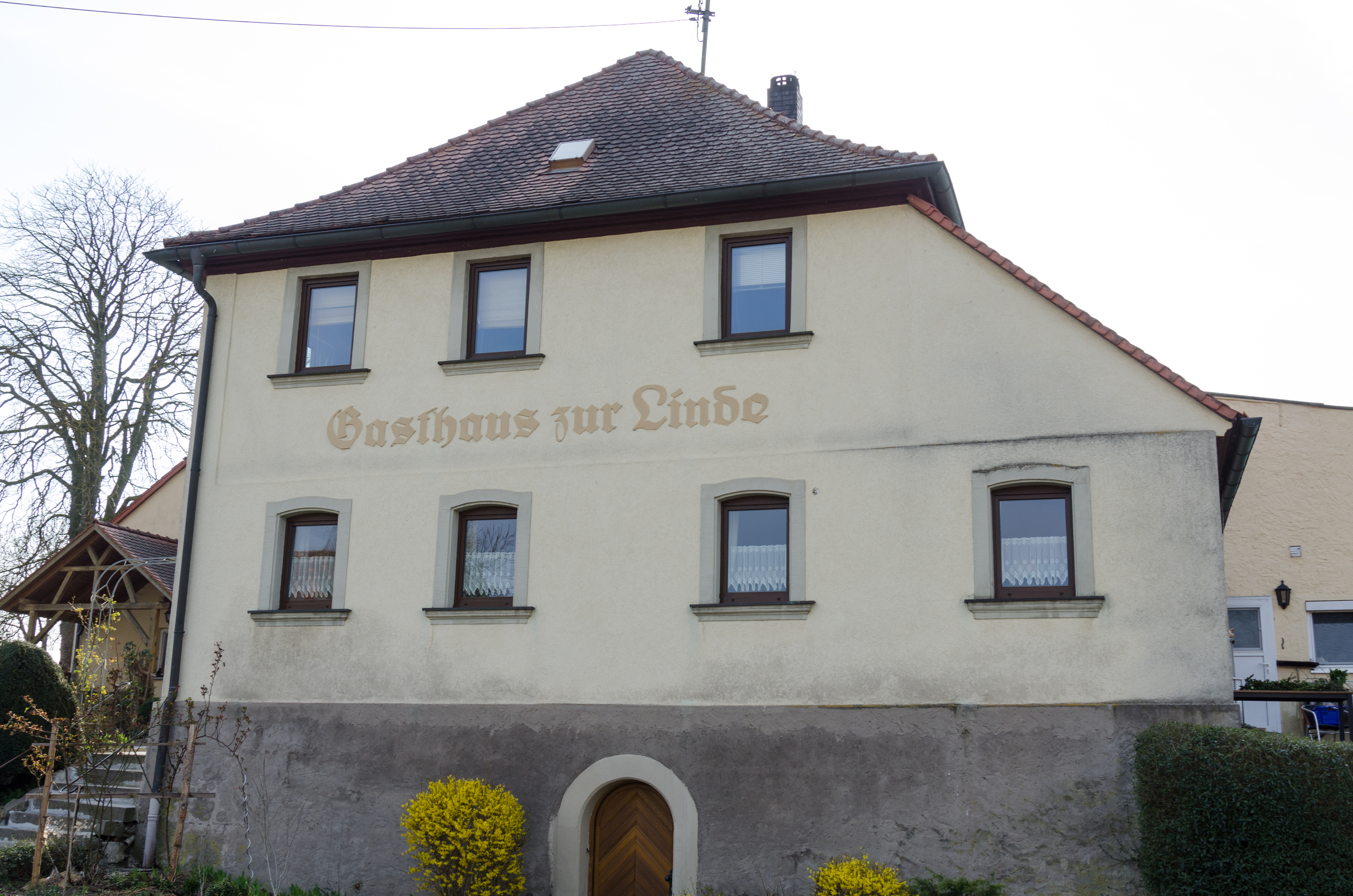
Gasthaus „Zur Linde“

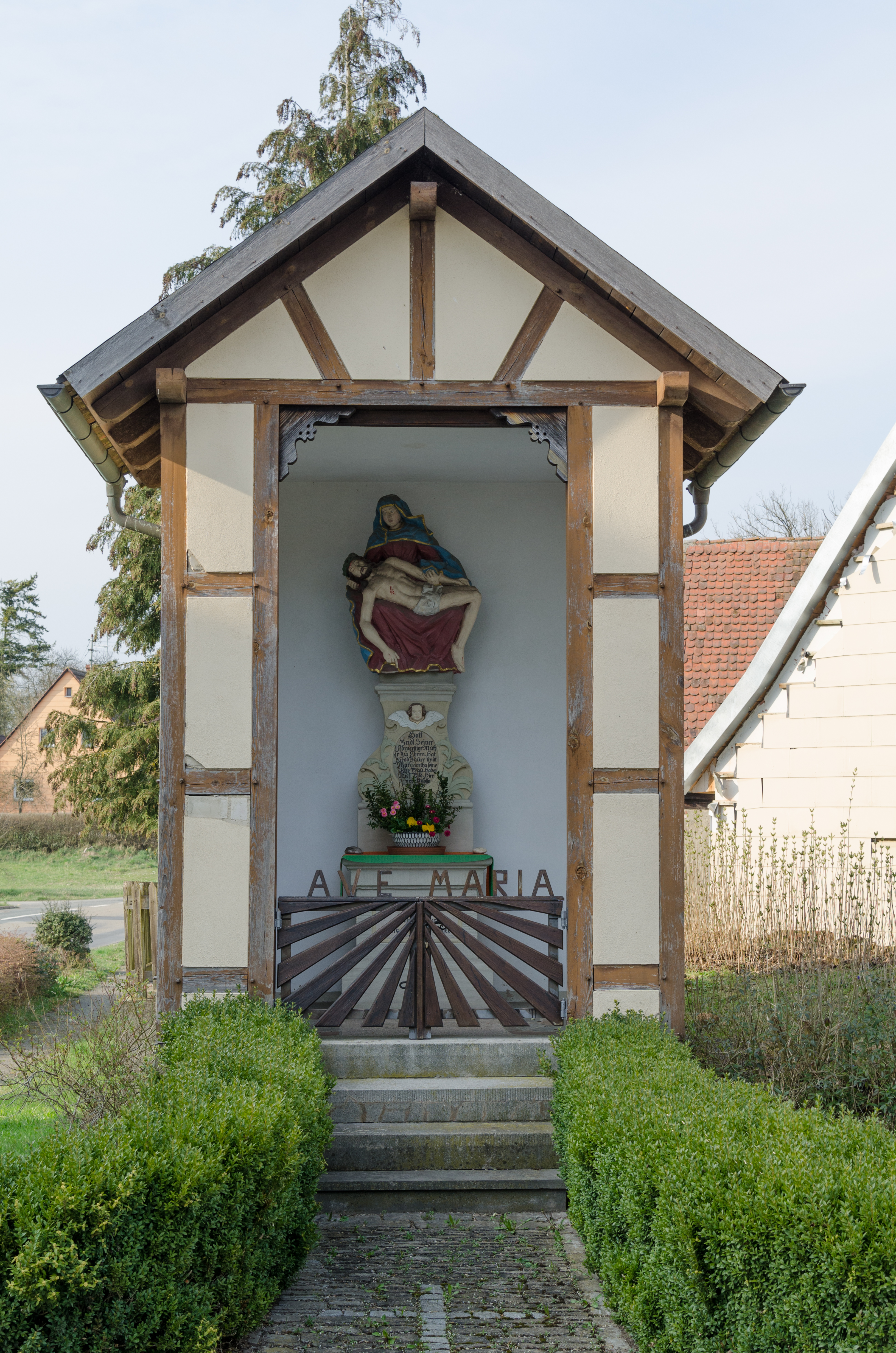
Wegkapelle

Herpersdorf (fränkisch: Härbaschdorf) ist ein Gemeindeteil des Marktes Oberscheinfeld im Landkreis Neustadt an der Aisch-Bad Windsheim (Mittelfranken, Bayern). Die Gemarkung Herpersdorf hat eine Fläche von 6,925 km². Sie ist in 554 Flurstücke aufgeteilt, die eine durchschnittliche Flurstücksfläche von 12500,15 m² haben. In ihr liegen neben dem namensgebenden Ort die Gemeindeteile Oberambach und Oefelesmühle.

## Geografie
Das Dorf liegt auf freier Flur an der Scheine, einem linken Oberlauf des Laimbachs, und am Banggraben, der im Ort als linker Zufluss in die Scheine mündet. Die Staatsstraße 2421 führt nach Burgambach (1,2 km südlich) bzw. nach Oberscheinfeld (1,8 km nördlich). Die Kreisstraße NEA 27 führt zur NEA 25 (1,6 km nordöstlich). Eine Gemeindeverbindungsstraße führt nach Oberambach zur NEA 28 (1,8 km westlich). Auf dem Weg nach Oberambach steht eine Linde, die als Naturdenkmal ausgewiesen ist. Einen halben Kilometer östlich von Herpersdorf steht eine Elsbeere, ebenfalls als Naturdenkmal ausgewiesen.

## Geschichte
Der Ort wurde in einer Urkunde, die um 1258 entstanden ist, als „Haͤrtwigesdorf“ erstmals erwähnt. Das Bestimmungswort des Ortsnamens ist der Personenname Hardiwīg. Das Hoch- und Niedergericht sowie die Dorf- und Gemeindeherrschaft übte das bambergische Amt Oberscheinfeld aus. Grundherren waren neben dem Amt Oberscheinfeld, das Spital von Prichsenstadt, das Haus Schwarzenberg, die Herren von Frankenstein, von Castell, von Heßberg und von Fortenbach.
1803 kam Herpersdorf infolge des Reichsdeputationshauptschlusses an Bayern. Im Rahmen des Gemeindeedikts wurde Herpersdorf dem Steuerdistrikt Oberscheinfeld und der Ruralgemeinde Oberscheinfeld zugeordnet. Vor 1840 entstand die Ruralgemeinde Herpersdorf, zu der Oberambach und Oefelesmühle gehörten. Sie war in Verwaltung und Gerichtsbarkeit dem Landgericht Markt Bibart zugeordnet und in der Finanzverwaltung dem Rentamt Iphofen. Ab 1862 war das Bezirksamt Scheinfeld für die Verwaltung der Gemeinde zuständig (1939 in Landkreis Scheinfeld umbenannt) und ab 1879 das Rentamt Markt Bibart für die Finanzverwaltung (1919–1929: Finanzamt Markt Bibart, von 1929 bis 1972: Finanzamt Neustadt an der Aisch, seit 1972: Finanzamt Uffenheim). Die Gerichtsbarkeit blieb bis 1879 beim Landgericht Markt Bibart, von 1880 bis 1973 war das Amtsgericht Scheinfeld zuständig, seitdem ist es das Amtsgericht Neustadt an der Aisch. 1964 hatte die Gemeinde eine Gebietsfläche von 6,936 km². Am 1. Januar 1972 wurde Herpersdorf im Zuge der Gebietsreform in Bayern wieder nach Oberscheinfeld eingemeindet.

### Baudenkmäler
In Herpersdorf gibt es neun Baudenkmäler:
- Haus Nr. 2: Gasthaus Zur Linde
- Katholische Kapelle
- Wegkapelle
- Sechs Bildstöcke

ehemalige Baudenkmäler
- Haus Nr. 8: Erdgeschossiges Wohnstallhaus. Verputzter Massivbau mit quaderverstärkten Ecken. Fachwerkgiebel. Im Türsturz bezeichnet „Frau Ther. u. Jacob IHS Romeis 1779“.[16]
- Haus Nr. 12: Erdgeschossiges verputztes Wohnstallhaus mit Fachwerkgiebel; Satteldach auf hölzernem Traufgesims. Im Keilstein der Tür datiert „1787“. Im Dach stehende Gaupe. Alte Bemalung: Grundfarbe dunkles Violett; die glatten Quaderecken ziegelrot und ocker gestreift; Fensterrahmen hellgelb mit rotem Schlussstein. Zwischen den Fenstern aufgemalte kleine weiße Rechtecke mit abgeschrägten Ecken und dünnem blauem Randstreifen, darin violettes kleines Blattbukett mit Rose.[16]
- Haus Nr. 22: Stattliches Giebelhaus aus sorgfältig behauenen und verfugten Sandsteinquadern, im Türsturz bezeichnet „18 Erbaut von Joh. Romeis 81“. Erdgeschossiges Wohnstallhaus, im Wohnteil drei zu fünf Achsen. Im Giebel kleine neuromanische Nische. Wohl gleichzeitiger Schweinestall; das an der Vorderseite offene Erdgeschoss aus Quadern, Obergeschoss Fachwerk. Einhüftiges Satteldach mit stehendem Stuhl.[16]
- Haus Nr. 24: Erdgeschossiges Wohnstallhaus aus Quadern, drei zu fünf Achsen, mit Satteldach. Auf der Innentreppe datiert „1831“. Am Giebel zwei flache Gurtbänder; neugotisches steinernes Vesperbild auf Blattkonsole.[16]
- Ehemalige Sägemühle. An einem heute verödeten Scheinekanal gelegen. Wohnhaus über L-förmigen Grundriss. Massives Erdgeschoss und Fachwerkobergeschoss, im Südgiebel datiert „1799“. 1927 restauriert. Mühlengebäude zweigeschossig, wohl zweite Hälfte des 19. Jahrhunderts, aus Sandsteinquadern, mit Eckpilastern und flachem Gurtgesims. Auf der Giebelseite dreiachsig. Wassertunnel mit Segmenttonne.[16]
- Felsenkeller. Gegenüber der Sägmühle an der Straße nach Oberscheinfeld. Flacher Segmentbogensturz über dem Eingang; zweite Hälfte des 19. Jahrhunderts.[16]

### Bodendenkmäler
In der Gemarkung Herpersdorf gibt es ein Bodendenkmal.

### Einwohnerentwicklung
Gemeinde Herpersdorf
| Jahr      | 1840   | 1852   | 1855   | 1861   | 1867   | 1871   | 1875   | 1880   | 1885   | 1890   | 1895   | 1900   | 1905   | 1910   | 1919   | 1925   | 1933   | 1939   | 1946   | 1950   | 1952   | 1961   | 1970   |
| Einwohner | 244    | 245    | 252    | 281    | 265    | 254    | 255    | 275    | 263    | 273    | 275    | 259    | 253    | 237    | 223    | 236    | 242    | 234    | 332    | 273    | 237    | 223    | 204    |
| Häuser    | 44     |        |        |        |        | 44     |        |        | 44     | 43     |        | 45     |        |        |        | 41     |        |        |        | 42     |        | 43     |        |
| Quelle    | [ 11 ] | [ 18 ] | [ 18 ] | [ 19 ] | [ 20 ] | [ 21 ] | [ 22 ] | [ 23 ] | [ 24 ] | [ 25 ] | [ 18 ] | [ 26 ] | [ 18 ] | [ 27 ] | [ 18 ] | [ 28 ] | [ 18 ] | [ 18 ] | [ 18 ] | [ 29 ] | [ 18 ] | [ 12 ] | [ 30 ] |

Ort Herpersdorf
| Jahr      | 001818 | 001836 | 001840 | 001861 | 001871 | 001885 | 001900 | 001925 | 001950 | 001961 | 001970 | 001987 |
| Einwohner | 142    | 156    | 149    | 167    | 141    | 162    | 149    | 134    | 169    | 131    | 118    | 91     |
| Häuser    | 28     | 27     | 26     |        |        | 25     | 26     | 24     | 25     | 26     |        | 23     |
| Quelle    | [ 9 ]  | [ 31 ] | [ 11 ] | [ 19 ] | [ 21 ] | [ 24 ] | [ 26 ] | [ 28 ] | [ 29 ] | [ 12 ] | [ 30 ] | [ 1 ]  |

## Religion
Herpersdorf ist römisch-katholisch geprägt und bis heute nach St. Gallus (Oberscheinfeld) gepfarrt.